# سالم عادل حسن
سالم عادل حسن (مواليد 3 يوليو 1997 في البحرين) هو لاعب كرة قدم بحريني يجيد اللعب في مركز قلب الدفاع. يلعب حاليا لصالح النجمة الذي ينافس في الدوري البحريني الممتاز منذ 2015.